# طرخشقون كبير الميسم
طرخشقون كبير الميسم (باللاتينية: Taraxacum maurostigma ) هو نوع نباتي يتبع جنس الطرخشقون من القبيلة الشيكورية.